# Osman Hamdi Bey
Osman Hamdi Bey (Estambul, 30 de diciembre de 1842 - 24 de febrero de 1910) fue un pintor pionero otomano y fundador del Museo Arqueológico de Estambul y de la Academia de Bellas Artes (actual Mimar Sinan Üniversitesi). También fue alcalde de Kadıköy en época otomana.
Osman Hamdi Bey estudió derecho en Estambul, y en París, donde abandonó el Derecho y se convirtió en pintor, formándose con Jean-Léon Gérôme y Gustave Boulanger. Allí permaneció nueve años, interesándose en el arte y la cultura. Su estancia coincidió con la primera visita de un sultán otomano a Occidente, cuando el sultán Abdülaziz fue invitado a la Exposición Universal de 1867 por el emperador Napoleón III. Recientemente se ha descubierto que tuvo dos hijas, Fatma y Melek, de una relación con Agarite Charlotte Gay, en París, las cuales viajaron a Estambul con él. Después, cuando Osman Hamdi fue designado para un cargo en Bagdad, ella volvió a Francia con Melek, donde la niña murió a los 15 años. Osman Hamdi se casó con otra francesa, Marie, más conocida por su nombre turco, Nailea Hanım, con quien tuvo tres hijas y un hijo.
Osman Hamdi Bey fue hijo del gran visir İbrahim Edhem Pasha, de origen griego y esclavo, y hermano de İsmail Galip Bey y de Halil Ethem Eldem, político e investigador turco, que fue director del Museo de Arqueología de Estambul después que su hermano mayor. Su köşk (casa de verano) en el pueblo de Eskihisar, Gebze, es el moderno Museo de Osman Hamdi Bey.
En la Exposición Universal de 1867 en París ya exhibió tres pinturas que no se han conservado, Reposo de los gitanos, Soldado del Mar Negro esperando y Muerte del soldado. Tras trabajar en la administración en Bagdad y regresar como subdirector de la oficina de Protocolo de Palacio en Estambul, fue nombrado director del Museo Imperial en 1881. Lo reformó con criterio moderno y científico y organizó las primeras expediciones arqueológicas nacionales, así como un nuevo reglamento para evitar el expolio artístico del territorio. En 1882 fundó la Academia de Bellas Artes y fue su primer director, lo que proporcionaría a los artistas otomanos capacitación estética y artística sin tener que salir del imperio.
Dirigió las primeras excavaciones arqueológicas científicas llevadas a cabo por un equipo turco. Dada la amplitud del territorio entonces ocupado por los otomanos, que había albergado antiguas y variadas culturas históricas, incluyó lugares como Comagene en el sudeste de Anatolia, el templo de Hécate en Lagina y Sidón en el Líbano. Los sarcófagos que descubrió en una necrópolis en Sidón incluyeron el famoso Sarcófago de Alejandro, y para albergarlos, inició la construcción del Museo de Arqueología de Estambul, inaugurado en 1891 bajo su dirección. A lo largo de su carrera como director museístico y de academia artística, continuó pintando al estilo de sus maestros Gérôme y Boulanger.

## Pinturas

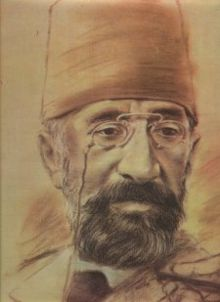
Autorretrato.
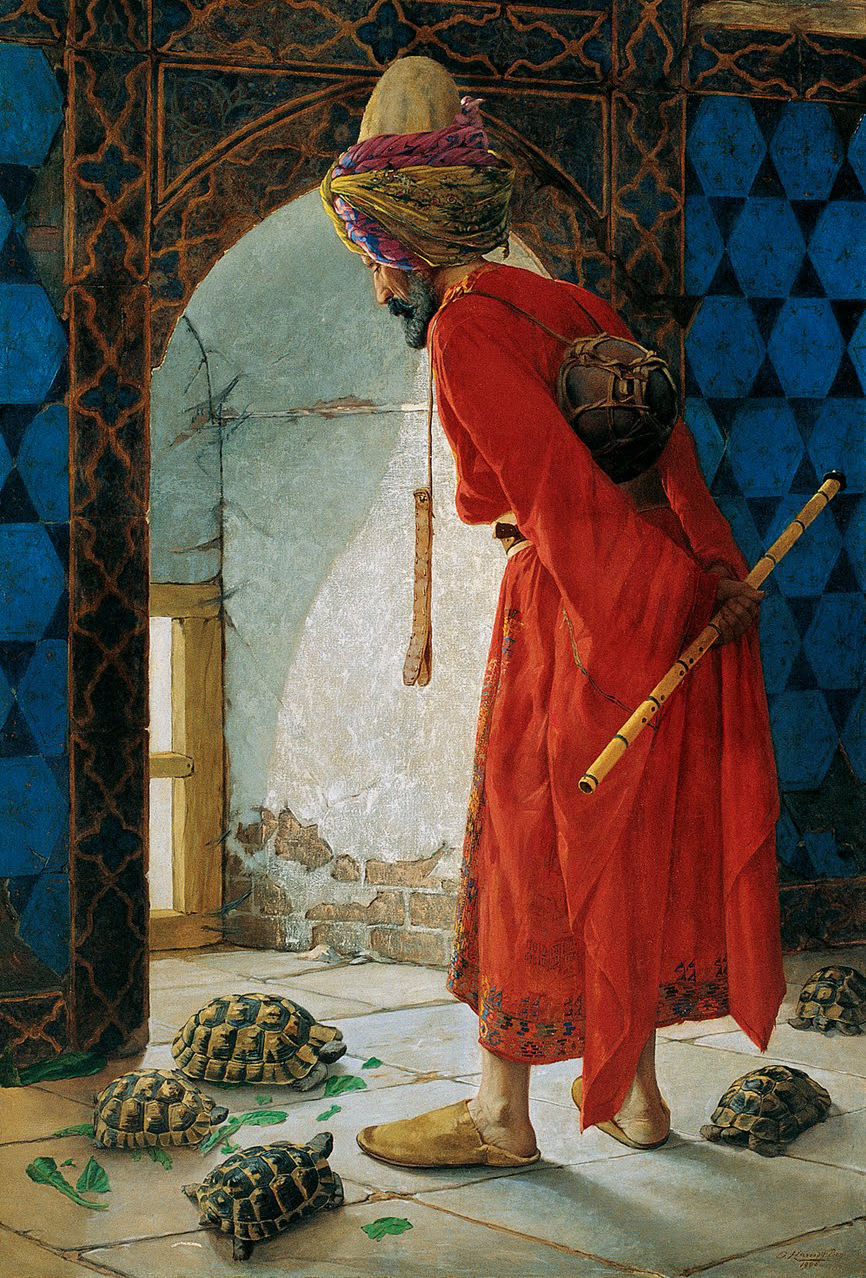
El domador de tortugas.
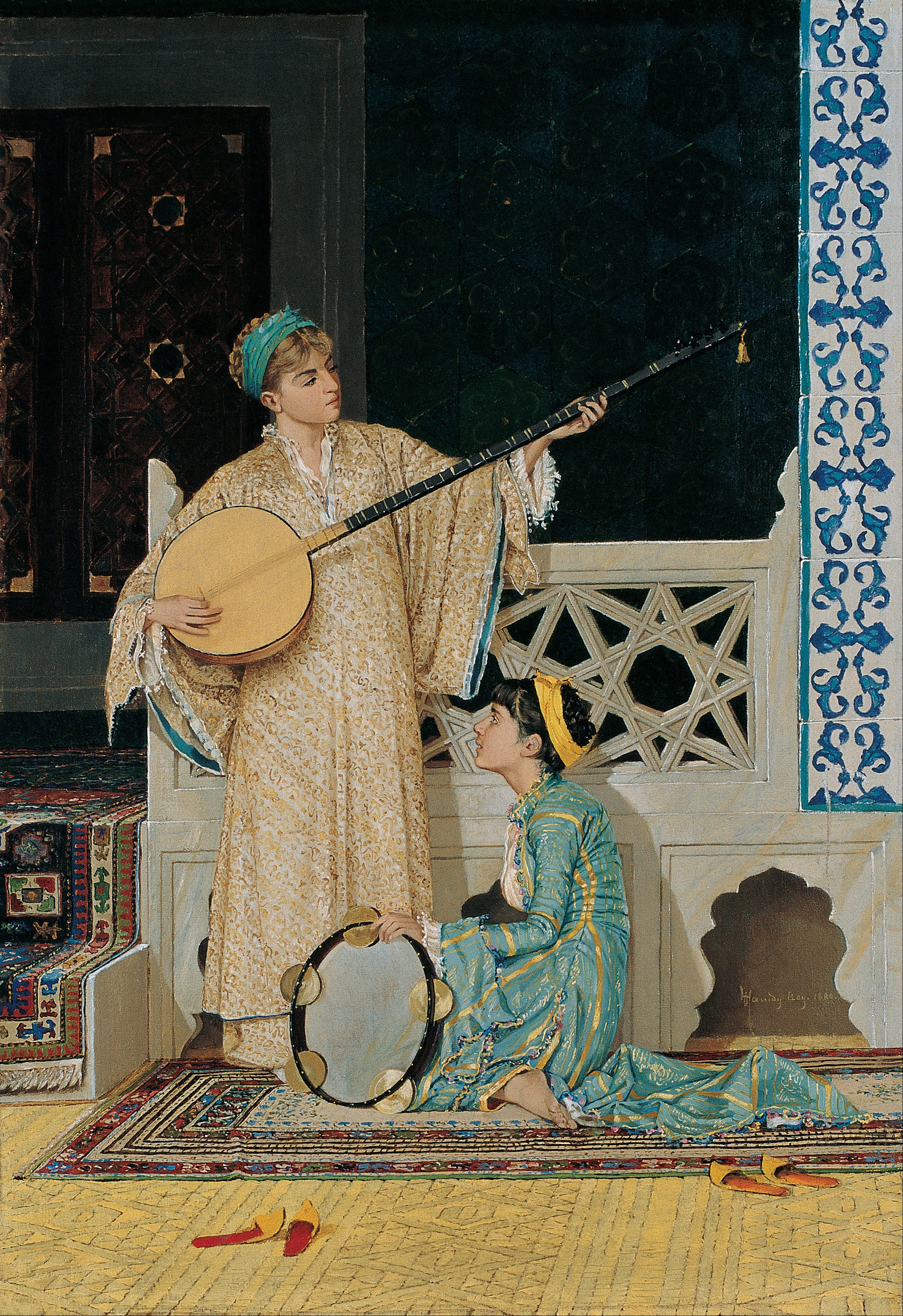
Dos músicas.
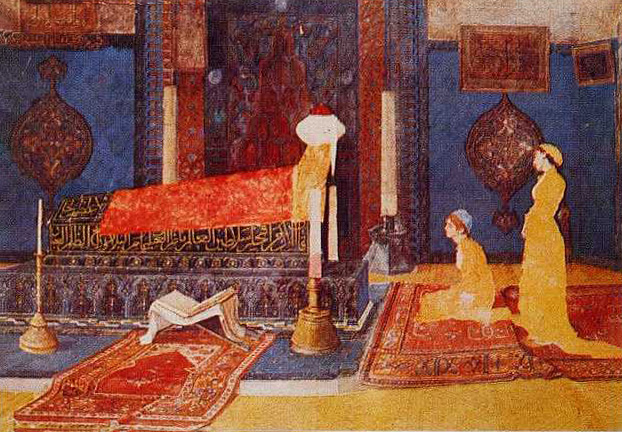
Dos chicas visitan una tumba (Türbe).